# Стефано Фиоре
Стефано Фиоре (на италиански Stefano Fiore) е италиански футболист, носил екипите на редица клубове от Серия А, както и на Италианския Национален отбор. Състезава се в Серия C в екипа на Котенза.

## Състезателна кариера
Кариерата на Фиоре започва в родния Козенца през 1992 г., където тренира футбол в местния отбор. За мъжкия състав има записани само 11 срещи, в които прави добро впечатление и през 1994 година преминава в един от най-силните клубове в Италия, отбор на Парма. Липсата на достатъчно опит, рутина и игрова практика му пречат да се наложи в титулярния състав и на следващата година младежът е продаден на Падуа. За един сезон изиграва 24 срещи и отбелязва 1 гол.
През сезон 1996 – 97 Фиоре преминава в Киево, където прави впечатляващ сезон. Това отново поражда интерес от страна на бившия му клуб Парма, и още същата 1997 година Стефано Фиоре подписва с „пармалатите“. Следващите два сезона на Стадио Енио Тардини Фиоре прекарва предимно на резервната скамейка, а когато му е даван шанс не оправдава доверието в сравнение с ветерана и негов конкурент Дино Баджо.
Кариерата на Фиоре продължава в Удинезе, където преминава през сезон 1999 – 00. Там футболистът получава най-голямото си признание, вкарва 9 гола в 33 срещи. Добрите му изяви не остават незабелязани и Стефано Фиоре попада в „Скуадра адзура“ за Евро 2000 за сметка на бившия си съотборник, човекът на когото е бил резерва в Парма Дино Баджо. Там Италия достига финал, а Фиоре отбелязва един гол в груповата фаза на турнира за победата с 2:0 над Белгия. През сезон 2000 – 01 добрата му форма се запазва и той вкарва за Удинезе 9 гола в 34 срещи.
В края на 2001 г. Фиоре преминава в Лацио с когото подписва четири годишен договор, а сделката е на стойност € 20 милиона.
При „римските орли“ не намира най-доброто си поприще, където старши треньора Алберто Дзакерони настоява да играе на левия фланг на полузащитата. Така Фиоре губи мястото си в националния отбор за Световното първенство през 2002 в Южна Корея и Япония.
През 2002 г. Дзакерони е освободен и новият треньор Роберто Манчини връща Фиоре в центъра на полузащитата.
Лацио завършва четвърти в Серия А, като по този начин печели място в следващия сезон за турнира от Шампионската лига. Фиоре е в добра форма и в следващия сезон, а Лацио въпреки напускането на няколко основни играчи през лятото печели Купата на Италия.
Доброто му представяне в италианското първенство гарантира на Стефано място в „Скуадра“ за Евро 2004. Въпреки това, Фиоре е използван пестеливо от треньора Джовани Трапатони, който предпочита да залага на родения в Аржентина Мауро Каморанези.
През 2004 г. поради настъпили финансови проблеми, Лацио е принуден да се раздели с част от звездите си. Фиоре заедно с Бернардо Коради са продадени на испанския Валенсия, където треньор е италианецът Клаудио Раниери. Стефано Фиоре подписва договор за срок от 3+1 години.
Валенсия прекратява рано участието си от турнира на Шампионската лига, и в средата на февруари 2005 Раниери е освободен. Фиоре не успява да се приспособи към испанския футбол и често е оставян на пейката.
През лятото на 2005 г. се завръща в Серия А като преотстъпен в тима на Фиорентина.

## Успехи
Парма
- Купа на УЕФА (2) – 1995 и 1999
- Купа на Италия – 1999

 Лацио
- Купа на Италия – 2004